# Кельтц, Джонатан
Джо́натан Ли́пперт Кельтц (англ. Jonathan Lippert Keltz, род. 17 января 1988, Нью-Йорк) — американский актёр. Наиболее известен по ролям Джейка Стинберга в телесериале «Красавцы» канала HBO в 2009-2010 годах и Лейта в историческом сериале «Царство». Также сыграл в фильме «21 и больше» в 2013 году.

## Ранняя жизнь
Кельтц родился в Нью-Йорке у Карин Липперт, которая работала в сфере связей с общественностью и Мартина Кельтца, который является сооснователем Scholastic Productions.
После переезда в Канаду со своей семьей, он посещал старшую школу в Торонто. Кельтц воспитывался в иудейской религии, как и его отец.
Он начал учиться актёрскому мастерству в возрасте 10 лет, а с 16 лет начал сниматься в кино. В Торонто он жил в квартире, которую когда-то снимал Киану Ривз.
Сейчас он живет в Лос-Анджелесе в штате Калифорния. Его родители живут в Торонто.

## Фильмография
| Кино        | Кино                                     | Кино                              | Кино                    | Кино            |
| Год         | Русское название                         | Оригинальное название             | Роль                    | Примечание      |
| ----------- | ---------------------------------------- | --------------------------------- | ----------------------- | --------------- |
| 2005        | Лакомый кусочек                          | Cake                              | Валет                   |                 |
| 2007        | Измена                                   | Breach                            | Грег Ханссен            |                 |
| 2007        | Серебряная дорога                        | Silver Road                       | Марк                    | Короткометражка |
| 2007        | Американский пирог 6: Переполох в общаге | American Pie Presents: Beta House | Уэсли                   | Видео           |
| 2011        | Выпускной                                | Prom                              | Брэндон Робертс         |                 |
| 2011        | Воспроизведение                          | Playback                          | Нейт                    |                 |
| 2011        | Трансгрессия                             | Transgression                     | Дэвид                   |                 |
| 2013        | 21 и больше                              | 21 & Over                         | Ренди                   |                 |
| 2013        |                                          | Deadweight                        | Джефф Линли             |                 |
| Телевидение |                                          |                                   |                         |                 |
| Год         | Русское название                         | Оригинальное название             | Роль                    | Примечание      |
| 2004        | Радио Роско                              | Radio Free Roscoe                 | Марк                    | 1 эпизод        |
| 2004        | Деграсси: Следующее поколение            | Degrassi: The Next Generation     | Нейт                    | 4 эпизода       |
| 2005        | Близкие друзья                           | Queer as Folk                     | Лукас                   | 1 эпизод        |
| 2005        | Миссия ясновидения                       | Missing                           | Джо Джонстоун           | 1 эпизод        |
| 2005        | Расследования авиакатастроф              | Mayday                            | Даг Берри               |                 |
| 2006        | Чёрный оракул                            | Dark Oracle                       | Харви                   | 1 эпизод        |
| 2007        | Регенезис                                | ReGenesis                         | Джефф Риддлмейер        | 2 эпизода       |
| 2007        | Детектив Раш                             | Cold Case                         | Дом Баррон '63          | 1 эпизод        |
| 2008        | Чистильщик                               | The Cleaner                       | Джефф                   | 1 эпизод        |
| 2009        | Папохищение                              | Dadnapped                         | Трипп Зум               |                 |
| 2009        |                                          | Acceptance                        | Гарольд Бёртон          |                 |
| 2009        |                                          | Heartland                         | Коди Доусон             | 1 эпизод        |
| 2009–10     | Красавцы                                 | Entourage                         | Джек Стинберг           | 10 эпизодов     |
| 2010        | C.S.I.: Место преступления Майами        | CSI: Miami                        | Бен Уилкокс             | 1 эпизод        |
| 2011        | Короли побега                            | Breakout Kings                    | Оливер Дэй              | 1 эпизод        |
| 2013        | Необходимая жестокость                   | Necessary Roughness               | Дэррил «Хатч» Хатчерсон | 3 эпизода       |
| 2013        | Дело Дойлов                              | Republic of Doyle                 | Грейсон Манн            | 6 эпизодов      |
| 2013–16     | Царство                                  | Reign                             | Лейт                    | Главная роль    |